# فرانشيسكو سافيريو نيتي

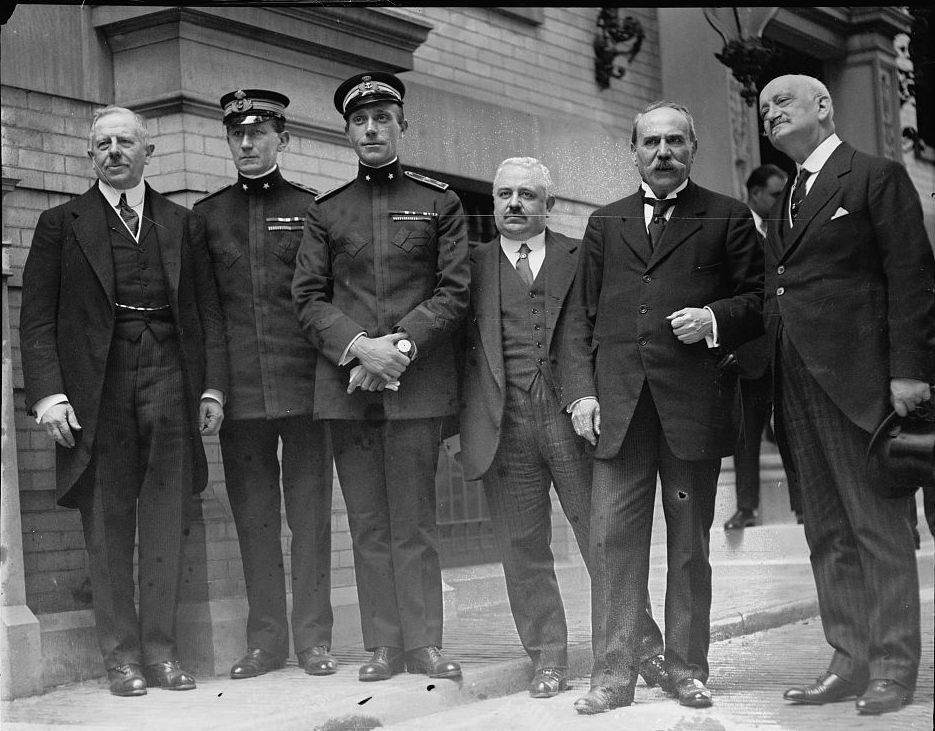
فرانشيسكو سافيريو نيتي في الوسط

فرانشيسكو سافيريو نيتي (بالإيطالية: Francesco Saverio Nitti) (19 يوليو 1868 في ملفي - 20 فبراير 1953 في روما) كان رئيس وزراء إيطالي. شغل هذا المنصب من 23 يونيو 1919 إلى غاية 21 مايو 1920، ثم مرة أخرى من 21 مايو 1920 حتى 15 يونيو 1920.
درس التشريع في نابولي، ثم اشتغل كصحفي. في عام 1892 أصبح نيتي محاضرا في السياسة الاقتصادية. شغل منصب وزير الزراعة من عام 1911 حتى عام 1914، ثم وزير المالية من عام 1917 إلى غاية 1919. وفي 23 يونيو 1919 أصبح رئيساً للوزراء وفي نفس الوقت وزيراً للداخلية. كان نيتي معارضا ضد الفاشية. في عام 1922 استقال من البرلمان احتجاجا ضد الحكومة الفاشية. هاجر بعدها إلى زيورخ السويسرية. انتقل بعدها للعيش في باريس عام 1926. بعد انتهاء الحرب العالمية الثانية عاد إلى إيطاليا وانتخب عضواً في مجلس الشيوخ الإيطالي.
كان هذا الرجل ضد مشاركة إيطاليا في منظمة حلف شمال الأطلسي الناتو.
توفي فرانشيسكو سافيريو نيتي في 20 فبراير 1953 بمنزله في العاصمة الإيطالية روما.

## روابط خارجية
- فرانشيسكو سافيريو نيتي على موقع الموسوعة البريطانية (الإنجليزية)
- فرانشيسكو سافيريو نيتي على موقع مونزينجر (الألمانية)